# Heliophisma xanthoptera
Heliophisma xanthoptera là một loài bướm đêm trong họ Erebidae.